# Ürömapám
Az Ürömapám (eredeti cím: About My Father) 2023-ban bemutatott amerikai filmvígjáték, amelyet Sebastian Maniscalco és Austen Earl forgatókönyvéből Laura Terruso rendezett. A főbb szerepekben Maniscalco, Robert De Niro, Leslie Bibb, Anders Holm, David Rasche és Kim Cattrall látható.
Az Amerikai Egyesült Államokban 2023. május 26-án mutatták be a mozikban, Magyarországon egy nappal hamarabb, május 25-én jelent meg szinkronizálva a Prorom Entertainment Kft. forgalmazásában. Kritikai szempontból negatív visszajelzéseket kapott. 

## Cselekmény
Sebastian elmondja hagyománytisztelő olasz emigráns apjának, Salvónak, hogy meg fogja kérni amerikai barátnője kezét. Az ifjú pár egy hétvégét tervez eltölteni a nő szüleinek házában és az özvegy Salvót is magukkal viszik. Az eltérő kultúrák miatti összeütközések és a közös pontok látszólagos hiányának ellenére, a hétvége elteltével mégis egységes, összetartó családdá válnak.

## Szereplők
| Színész              | Szerep           | Magyar hang     | Magyar hang     |
| Színész              | Szerep           | 1. szinkron     | 2. szinkron     |
| -------------------- | ---------------- | --------------- | --------------- |
| Robert De Niro       | Salvo Maniscalco | Forgács Gábor   | Reviczky Gábor  |
| Sebastian Maniscalco | önmaga           | Király Attila   | Király Attila   |
| Leslie Bibb          | Ellie            | Zsigmond Tamara | Zsigmond Tamara |
| Kim Cattrall         | Morgó            | Létay Dóra      | Kovács Nóra     |
| David Rasche         | Bill             | Rosta Sándor    | Rosta Sándor    |
| Anders Holm          | Mázli            | Kovács Lehel    | Szatory Dávid   |
| Brett Dier           | Doug             | Czető Roland    | Czető Roland    |
| Chris Hayes          | önmaga           | Barát Attila    |                 |
| Arielle Prepetit     | Michelle         | Frick Nóra      |                 |

## A film készítése
2018. április 26-án jelentették be, hogy Sebastian Maniscalco lesz a főszereplője egy cím nélküli Lionsgate-filmnek, amelyet a saját életéből vett élmények ihlettek, Austen Earl pedig társ-forgatókönyvíró lett Maniscalco mellett. 2021. május 12-ig nem történt további előrelépés, amikor is bejelentették, hogy Laura Terruso rendezi a filmet és Robert De Niro kapja a főszerepet. Az Amerikai pite készítői, Chris Weitz és Paul Weitz Andrew Miano mellett a Depth of Field nevű produkciós cégükön keresztül csatlakozott a filmhez, a produceri munkálatok elvégzésére. 2021 szeptemberében Leslie Bibb és Kim Cattrall csatlakozott a stábhoz. 2021 novemberében Brett Dier, Anders Holm és David Rasche is bekerült a szereplőgárdába.
Az (adókedvezmények nélkül) 29,1 millió dolláros becsült gyártási költségvetés mellett 2021. szeptember 21-én kezdődött a forgatás az alabamai Mobile-ban, mely egy hónapig tartott.

## Fogadtatás

### Bevételi adatok
2023. június 19-ig az Ürömapám 11,6 millió dolláros bevételt ért el az Egyesült Államokban és Kanadában, 2,1 millió dollárt pedig más területeken, így világszerte 13,7 millió dolláros bevételt termelt.
Az Egyesült Államokban és Kanadában A kis hableány, a Kandahár, a The Machine és a You Hurt My Feelings mellett mutatták be. A négynapos emlékezet napjára eső nyitóhétvégéjén 5400 moziból 5-6 millió dolláros bevételt vártak. Az első napon 1,5 millió dollárt hozott, ebből 285 ezer dollárt a csütörtök esti előzetesekből. 4,3 millió dollárral debütált (5,4 millió dollárral a négynapos időszakban), és a hatodik helyen végzett. A második hétvégén 52%-kal, 2,1 millió dollárra esett vissza, és a hetedik helyen végzett.

## Fordítás
- Ez a szócikk részben vagy egészben  az   About My Father című angol Wikipédia-szócikk fordításán alapul.  Az eredeti cikk szerkesztőit annak laptörténete sorolja fel. Ez a jelzés csupán a megfogalmazás eredetét és a szerzői jogokat jelzi, nem szolgál a cikkben szereplő információk forrásmegjelöléseként.